# Белогорский сельсовет (Оренбургская область)
Белогорский сельсовет — сельское поселение в Беляевском районе Оренбургской области Российской Федерации.
Административный центр — посёлок Белогорский.

## История
Статус и границы сельского поселения установлены Законом Оренбургской области от 2 сентября 2004 года № 1424/211-III-ОЗ «О наделении муниципальных образований Оренбургской области статусом муниципального района, городского округа, городского поселения, установлении и изменении границ муниципальных образований»

## Население
| 2010  | 2012  | 2013  | 2014  | 2015  | 2016  | 2017  |
| ----- | ----- | ----- | ----- | ----- | ----- | ----- |
| 1549  | ↘1530 | ↘1479 | ↘1461 | ↘1426 | ↘1403 | ↘1394 |
| 2018  | 2019  | 2020  | 2021  |       |       |       |
| ↘1364 | ↘1362 | ↘1311 | ↘1286 |       |       |       |

## Состав сельского поселения
| № | Населённый пункт | Тип населённого пункта          | Население |
| - | ---------------- | ------------------------------- | --------- |
| 1 | Алабайтал        | село                            | 481       |
| 2 | Белогорский      | посёлок, административный центр | 619       |
| 3 | Вторая Пятилетка | посёлок                         | 8         |
| 4 | Гирьял           | село                            | 441       |